# Raisa Vasiljeva
Raisa Nikonovna Vasiljeva (ryska: Раи́са Ни́коновна Васи́льева), född 15 oktober 1948 i Šmatai, är en sovjetisk och rysk sångerska och skådespelerska.

## Biografi
Raisa Vasiljeva föddes den 15 oktober 1948 i Šmatai, en by i Litauiska SSR. Hennes föräldrar var Nikon Vasiljev och Anisija Fediuskina, och hon växte upp med sin bror Pavel och syster Liubov. Vasiljevas professionella karriär började 1968 när hon började sjunga i lokala byklubbar nära staden Jonava.
1969 uppträdde Vasiljeva på en konsert i Moskva och träffade Jekaterina Furtseva, den sovjetiske kulturministern. Därefter introducerade Furtseva Vasiljeva till den sovjetiska skivfirman "Melodija", där hon spelade in sina första officiella LP-skivor. 1973 fick Vasiljeva sin första hederstitel - hon blev Karel ASSR:s meriterade konstnär. Hennes förhållande till Furtseva och det sovjetiska kulturministeriet var bra men ibland turbulent, eftersom Vasiljeva vägrade att uppträda i flera shower på sovjetisk statlig TV som svar på censur av Valerij Obodzinskij, en annan berömd sovjetisk sångare som var Vasiljevas vän. Trots det förblev Vasiljeva fortfarande den sovjetiske radiodirektören Sergej Lapins favoritsångare.
1980, efter krigets början i Afghanistan, kom Vasiljeva dit för att sjunga inför sovjetiska soldater. Efter hemkomsten från Afghanistan organiserade hon den stora konsertturnén i hela Sovjetunionen. 1983 gav Leonid Brezjnev henne hederstiteln RSFSR:s folkkonstnär.
Efter Sovjetunionens kollaps minskade Raisa Vasiljevas berömmelse avsevärt. Hon fick ett jobb i en musikensemble för personer med funktionsnedsättning och ledde senare denna ensemble. Efter hennes mans, Antanas Armonas, död 2018, sjunger Raisa Vasiljeva sällan offentligt. Hon var gift med Antanas Armonas och hade inga barn.

## Filmografi
- 1976 – 72 minusgrader (72 градуса ниже нуля)
- 1977 – Om du lämnar (Если ты уйдёшь)
- 1980 – Min vän farbror Vanja (Мой друг дядя Ваня)
- 1980 – Björn i norr (Мишка на севере)
- 1984 – Plötslig frigivning (Внезапный выброс)
- 1985 – Efter två fjädrar (Через две весны)
- 1991 – Upplöst ondska (Растворённое зло)[7]